# Colle Brianza
Colle Brianza est une commune italienne d'environ 1 800 habitants située dans la province de Lecco dans la région Lombardie dans le nord de l'Italie.

## Administration
| Période                                  | Période | Identité | Étiquette | Qualité |
| ---------------------------------------- | ------- | -------- | --------- | ------- |
|                                          |         |          |           |         |
| Les données manquantes sont à compléter. |         |          |           |         |

### Hameaux
Cagliano, Giovenzana, Campsirago, Ravellino

### Communes limitrophes
Airuno, Castello di Brianza, Dolzago, Ello, Galbiate, Olgiate Molgora, Santa Maria Hoè, Valgreghentino